# Strymon latefasciata
Strymon latefasciata är en fjärilsart som beskrevs av Cost. Strymon latefasciata ingår i släktet Strymon och familjen juvelvingar. Inga underarter finns listade i Catalogue of Life.